# Zaječi vrch
Zaječi vrch är ett berg i Tjeckien.   Det ligger i regionen Karlovy Vary, i den västra delen av landet, 120 km väster om huvudstaden Prag. Toppen på Zaječi vrch är 1 008 meter över havet, eller 139 meter över den omgivande terrängen. Bredden vid basen är 16,0 km.
Terrängen runt Zaječi vrch är varierad. Zaječi vrch ligger uppe på en höjd som går i öst-västlig riktning.Runt Zaječi vrch är det ganska tätbefolkat, med 108 invånare per kvadratkilometer. Närmaste större samhälle är Nejdek, 7,5 km söder om Zaječi vrch. I omgivningarna runt Zaječi vrch växer i huvudsak barrskog.